# Pseudoturritis turrita
Pseudoturritis turrita (гусимець баштовий, гусимець пужниковий як Arabis turrita) — вид рослин з родини капустяних (Brassicaceae); поширений у Алжирі, Ізраїлі, Європі крім сходу й півночі.

## Опис
Дворічна рослина 30–80 см. Квітконіжки короткі, товсті. Китиця з приквітками при плоді 1-стороння. Стручки коротко запушені, 10–16 см завдовжки, плоскі, чоткоподібні, з потовщеними краями, зігнуті; стулки їх жилкуваті, середня жилка неясна.

## Поширення
Поширений у Алжирі, Ізраїлі, Європі крім сходу й півночі.
В Україні вид зростає на вапнякових скелях і в тінистих місцях — у гірських лісах Криму, б.-м. зазвичай; у Лісостепу, по р. Дністер (в Чернівецькій і Хмельницькій обл.), у Київській обл.; у Черкаській обл. між м. Сміла і с. Мліїв по р. Ірдинівка.

## Галерея

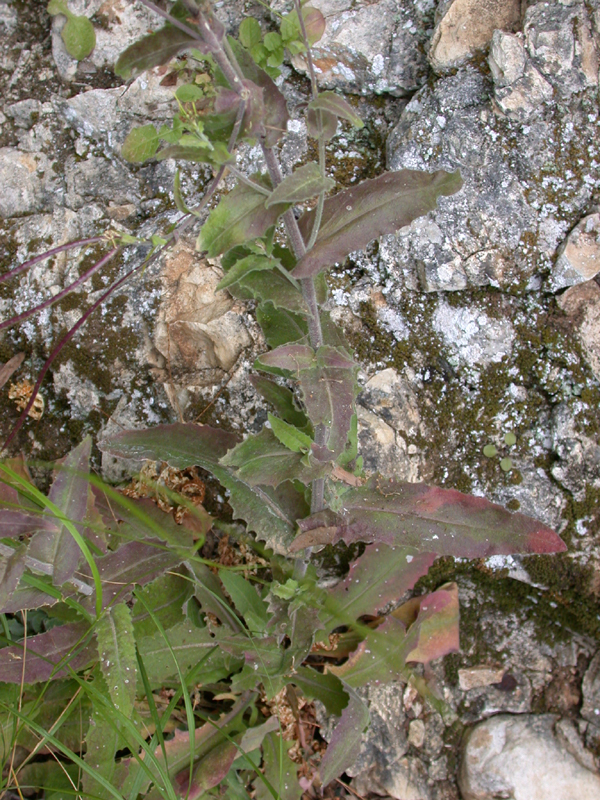
основа стебла й листки
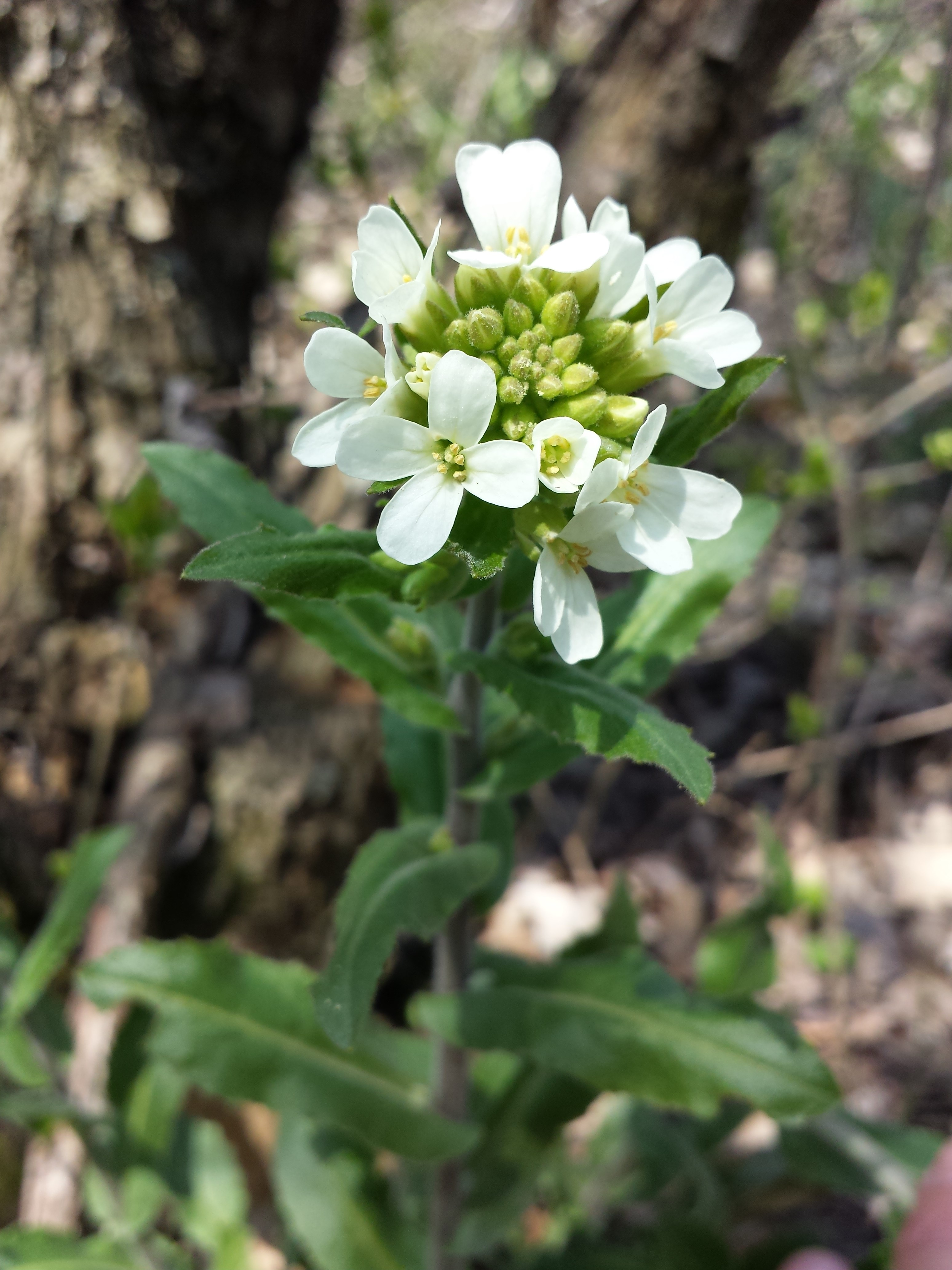
квіти
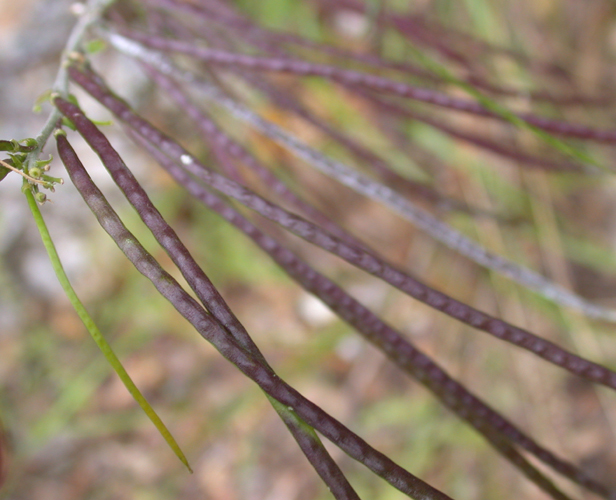
плоди
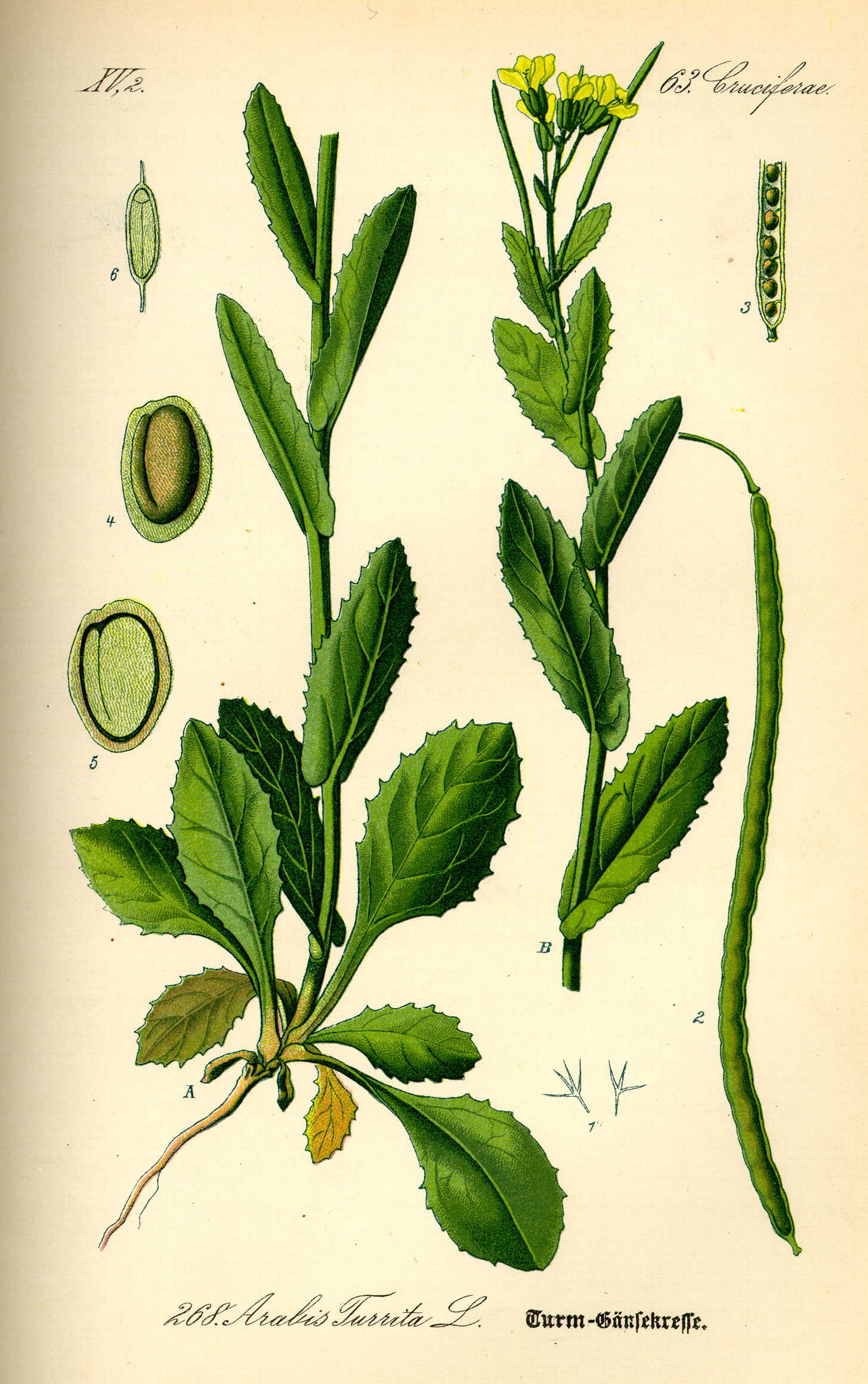
ілюстрація